# Tyrannochthonius sokolovi
Tyrannochthonius sokolovi es una especie de arácnido  del orden Pseudoscorpionida de la familia Chthoniidae.

## Distribución geográfica
Se encuentra en África central.